# Parepilysta ochreoguttata
Parepilysta ochreoguttata là một loài bọ cánh cứng trong họ Cerambycidae.